# Античен театър (Охрид)
Вижте пояснителната страница за други значения на Античен театър.
Античният театър (на македонска литературна норма: Антички театар) е археологически обект, елинистически театър от края на III - началото на II век пр. Хр. в град Охрид, Северна Македония.

## Местоположение
Театърът е разположен в подножието на източния скат на по-високия западен охридски рид (Горни Сарай), под Самуиловата крепост, до Горната порта. От него има гледка към Охридското езеро и околните планини.

## Проучвания
Първите сведения за наличието на театър на Горни Сарай са от началото на XX век, когато с открити две релефни плочи с изображение на Дионис и Музите. Театърът е частично разкрит при разкопки в 1935 година. В 1959 – 1960 година нови разкопки дават точните му местоположение и големина. Тогава са открити девет реда от седалищата на театъра. На някои от седалките са изписани имената на семействата собственици. Систематични разкопки от 1977 до 1984 година разкриват входовете, оркестрата с почетните седалки и девет реда от седалките в кавеата. В 1999 година започва цялостно разкирване на театъра и от 2001 година той отново започва да се използва за представления.

## История и архитектура
Театърът заема площ около 4000 m2. Открити са централната част на епитеатрона, театронът, парадоксите, оркестрата с почетните седалки, арената с ортостатния зид и части от театралната сграда.
Изграден е към края на III или началото на II век преди Христа, в късно елинистическата епоха. Служил е за драматични, музикални и поетични представления. Изграден е с богата архитектурна декорация. Театралната сграда е имала фриз от барелефни плочи с издялани сцени от живота на боговете. На две запазени плочи, съхранявани в Охридския музей, е изобразен бог Дионис с музите. На някои от седалките са изписани имената на хората, които са ги закупили – запазени са имената на Крисп и Топос.
След падането на Македония под римска власт в 148 година пр. Хр., театърът е приспособен за гладиаторски борби и борби с диви зверове, като няколко от долните редове седалки са разрушени и на тяхно място за изградени кафези за животните. Оркестрата с почетните седалки е заградена със защитна стена. По-късно в горната външна зона е изграден епитеатър и така капацитетът на театъра става 5000 зрители.
Вероятно театърът е разрушен с налагането на християнството в началото на IV век след Христа, като материал от него е използван за градене на раннохристиянски базилики и други обекти.
На 25 ноември 1996 година е обявен за паметник на културата.